# Popowia hirta
Popowia hirta là một loài thực vật thuộc họ Annonaceae. Đây là loài bản địa các đảo Borneo và Sumatra.